# Chengguan (socken i Kina, Guangxi)
Chengguan (kinesiska: 城关乡, 城关) är en socken i Kina. Den ligger i den autonoma regionen Guangxi, i den södra delen av landet, omkring 240 kilometer nordost om regionhuvudstaden Nanning.
Genomsnittlig årsnederbörd är 2 161 millimeter. Den regnigaste månaden är juni, med i genomsnitt 421 mm nederbörd, och den torraste är januari, med 53 mm nederbörd.